# Беша (Михаловце)
Беша (слч. Beša) насељено је мјесто са административним статусом сеоске општине (слч. obec) у округу Михаловце, у Кошичком крају, Словачка Република.

## Становништво
| Година:    | 1994. | 2004.   | 2014.   | 2024. |
| ---------- | ----- | ------- | ------- | ----- |
| Број људи: | 393   | 372     | 363     | 363   |
| Разлика:   |       | -5,34 % | -2,41 % | +0 %  |

| Година:    | 2023. | 2024.   |
| ---------- | ----- | ------- |
| Број људи: | 362   | 363     |
| Разлика:   |       | +0,27 % |

Према подацима о броју становника из 2011. године насеље је имало 368 становника.